# トク・テムル
トク・テムル（モンゴル語：ᠲᠥᠪᠲᠡᠮᠦᠷ、Toq-Temür、漢字：図帖睦爾、 1304年2月16日 - 1332年9月2日）は、モンゴル帝国の第12代カアン（元としては第8代皇帝）。第7代カアンの武宗カイシャンの次男。母はタングート部の人（タングート氏、文献昭聖皇后）で、明宗コシラの異母弟にあたる。

## 生涯
1311年にカイシャンが急死し、叔父のアユルバルワダが即位したときはまだ8歳であったが、祖母のダギおよび丞相テムデルらの陰謀によって、ダギと同じコンギラト部の者を母としないコシラとトク・テムル兄弟は中央から遠ざけられる。英宗シデバラが即位した後、トク・テムルはシデバラ、ダギ、テムデルらによって海南島に流される。1323年にシデバラが暗殺されたとき、トク・テムルとコシラは中央から離れた場所にいたため、晋王イェスン・テムルがカアンの地位を容易に獲得した。即位したイェスン・テムルがシデバラの暗殺犯であるテクシらを処刑して政権を一新すると、トク・テムルは処分を緩められて懐王に封ぜられ、建康（現在の南京）、ついで荊湖北道の江陵に住まわされた。
1328年旧暦7月に上都でイェスン・テムルが死ぬと、大都にいたキプチャク親衛軍の司令官である僉枢密院事エル・テムルがカイシャンの遺児の擁立を訴え、反乱を起こして政府官庁を占拠した。コシラは遠くアルタイ山脈西麓にいたために彼らは手近な江陵にいる弟のトク・テムルを大都に迎え入れ、トク・テムルは旧暦9月に大都で即位した。当初トク・テムルは即位を拒んでおり、エル・テムルに説得されたすえ、大都に到着したコシラに譲位することを条件に一時的に即位した。同じ頃、上都ではイェスン・テムルの寵臣だった左丞相ダウラト・シャーがイェスン・テムルの遺児のアリギバを擁立していたが、エル・テムル率いる大都側の軍は上都側の軍を打ち破り、内モンゴルから華北にいる諸軍団がことごとく大都側についたため、上都のダウラト・シャーは降伏した。
しかし、時を同じくしてコシラがアルタイ山脈を越え、旧都のカラコルムに入ってモンゴル高原に駐留する諸王族・有力者の支持を取り付けた。1329年4月にトク・テムルはコシラに皇帝の玉璽を奉呈し、カアン位をコシラに譲った。トク・テムルは兄の皇太子とされ、宮廷内の重職にはコシラの側近が配置された。
右丞相エル・テムルら大都のトク・テムルを擁立して政権の中枢を掌握した人々は、コシラが即位すればコシラの側近やモンゴル高原の遊牧貴族たちに政権を奪われることを恐れた。陰暦8月2日にトク・テムルはコシラと再会し、祝宴が開かれた。しかし兄弟が会見した直後、コシラは急死した。トク・テムルへの政権の譲渡が大急ぎで進められ、8月15日にトク・テムルは復位した。エル・テムルはコシラの側近を追放、処分し、大都の軍閥勢力が再び政権を握った。
1332年、安西王アナンダの子のオルク・テムルをカアンに擁立する陰謀が露見し、オルク・テムルら計画の参加者は処刑された。同年にトク・テムルは30歳足らずで急死した。トク・テムルには子のエル・テグスがいたが、兄の遺児を選んで後継者とするよう遺言したため、コシラの次男のイリンジバルが7歳で次代のカアンに擁立された。

## 政策
復位後3年にわたったトク・テムルの治世には、エル・テムルが独裁権力をふるい、カアンはまったくその傀儡に過ぎなかった。内政・外政ともにエル・テムルを頂点とする軍閥間の利権政治に終始し、政治的には元朝の衰退がはっきりとし始めた時代である。
トク・テムルはチベット仏教の寺院に多額の寄付をし、儒学を保護してその地位をひきあげた。元の政治制度を漢文によって集大成した『経世大典』の編纂が、トク・テムルの実施した文化事業として挙げられる。

## 家族
- 皇后：ブダシリ（不答失里）
  - 子：アラトナダラ（阿剌忒納答剌）[9]
  - 子：エル・テグス（燕帖古思）[10]
  - 子：タイピンヌ（太平訥）[11]